# Intero di Eisenstein

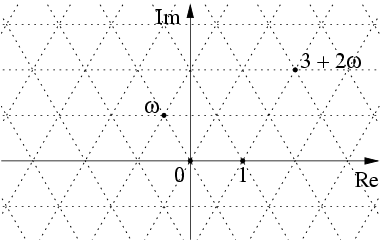
Interi di Eisenstein come punti di intersezione di un reticolo triangolare nel piano complesso

In matematica, un intero di Eisenstein, dal nome del matematico Ferdinand Eisenstein, è un numero complesso della forma:
{\displaystyle z=a+b\omega ,}
dove a e b sono numeri interi e
{\displaystyle \omega ={\frac {1}{2}}(-1+i{\sqrt {3}})=e^{2\pi i/3}}
è una radice cubica dell'unità. Gli interi di Eisenstein formano un reticolo triangolare nel piano complesso, a differenza degli interi gaussiani che formano un reticolo rettangolare nel piano complesso.

## Proprietà
Gli interi di Eisenstein formano un anello commutativo di numeri algebrici nel campo dei numeri algebrici Q(√−3). Essi formano anche un dominio Euclideo.
Per vedere che gli interi di Eisenstein sono interi algebrici si noti che ogni z = a + bω è una radice del polinomio monico
{\displaystyle z^{2}-(2a-b)z+(a^{2}-ab+b^{2}).}
In particolare, {\displaystyle \omega } soddisfa l'equazione
{\displaystyle \omega ^{2}+\omega +1=0.}
Il gruppo delle unità nell'anello degli interi di Eisenstein è un gruppo ciclico formato dalle radici dell'unità seste nel piano complesso. In particolare esse sono:
{\displaystyle \{\pm 1,\pm \omega ,\pm \omega ^{2}\}.}
Questi interi di Eisenstein sono gli unici con valore assoluto unitario.
Il prodotto di due interi di Eisenstein (a + bω) per (c + dω) si scrive esplicitamente come
{\displaystyle (a+b\omega )\cdot (c+d\omega )=(ac-bd)+(bc+ad-bd)\omega .}
La norma di un intero di Eisenstein è semplicemente il quadrato del suo modulo, ed è data da
{\displaystyle {|a+b\omega |}^{2}=a^{2}-ab+b^{2}={\tfrac {1}{4}}({(2a{-}b)}^{2}+3b^{2}),}
Il coniugato di {\displaystyle \omega } soddisfa la relazione
{\displaystyle {\bar {\omega }}=\omega ^{2}.}

## Numeri primi di Eisenstein
Se x e y sono interi di Eisenstein, si dice che x divide y se esiste un intero di Eisenstein z tale che
{\displaystyle y=zx.}
Questo estende la nozione di divisibilità per i numeri interi ordinari. Inoltre si può estendere la nozione di primalità; un intero di Eisenstein non unitario x è un primo di Eisentein se i suoi unici divisori sono nella forma ux e u dove u è una qualunque delle sei unità.
Si può dimostrare che un numero primo ordinario (o primo razionale) della forma {\displaystyle x^{2}-xy+y^{2}} può essere fattorizzato in {\displaystyle (x+\omega y)(x+\omega ^{2}y)} e quindi non primo negli interi di Eisentein. Inoltre, un numero della forma x2 − xy + y2 è un primo razionale se e solo se x + ωy è un primo di Eisentein.

## Dominio Euclideo
L'anello degli interi di Eisenstein forma un dominio Euclideo la cui norma v è
{\displaystyle v(a+\omega b)=a^{2}-ab+b^{2}.}
Questo può essere dimostrato immergendo gli interi di Eisenstein nei numeri complessi:
poiché
{\displaystyle v(a+ib)=a^{2}+b^{2}}
e poiché
{\displaystyle a+\omega b=\left(a-{1 \over 2}b\right)+i{{\sqrt {3}} \over 2}b}
segue che
{\displaystyle v(a+\omega b)=\left(a-{1 \over 2}b\right)^{2}+{3 \over 4}b^{2}=a^{2}-ab+{1 \over 4}b^{2}+{3 \over 4}b^{2}=a^{2}-ab+b^{2}.}